# ベルリン外環状線
ベルリン外環状線 （ベルリンがいかんじょうせん、ドイツ語: Berliner Außenring）は、ドイツ連邦共和国の首都ベルリンおよびブランデンブルク州に跨る区間を走行する全長125kmのドイツ鉄道の環状路線である。

## 概要
全線が複線電化である。東西分裂期に西ベルリンを迂回するルートとして建設された。建設の際には部分的に既存路線（ベルリン外環状貨物線、ユータボーク-ナウエン線、ミッヒェンドルフ-グロースベーレン線）を再利用している。1951年から1961年にかけて東ドイツが政治的、経済的、軍事的理由で発展させた路線である。
東ドイツの交通網を維持しつつベルリンの壁を建設するのは外環状線の完成なしには不可能であった。鉄道のほか、ポツダム-シェーネフェルト高速道路も同様の理由で建設された。ベルリン中心部のみで完結するベルリン環状線とは別路線である。

## 歴史
19世紀後半にはベルリンから各地へ放射線状に伸びる貨物輸送に有利な鉄道網が軍事的に求められた。1902年にベルリン-マクデブルク線、ベルリン-レールテ線、ベルリン-ハンブルク線に接続し、ヴィルトパルク駅（現在のポツダム・パルク・サンスーシ駅） からヴスターマルク経由でナウエンに向かう連絡線が開業した。その後も連絡線は延伸され、ベルリン-ハレ線のユータボークおよびベルリン北部線のオラーニエンブルクに接続するようになった。1920年代にはベルリン-ブランケンハイム線にゼディーン操車場が建設され、さらにザールムント経由でベルリン-ハレ線のグロースベーレンにも接続するようになった。1930年代初頭には現在の外環状線のルートを形成につながるシェーネフェルト経由でヴールハイデに向かう路線が計画された。ナチス・ドイツ時代の1940年から41年にかけてベルリン-ハレ線のテルトー駅からシェーネフェルト経由でベルリン-シュチェチン線のベルリン=カーロー駅に至る区間にベルリン外環状貨物線が建設された。
第二次世界大戦後のドイツおよびベルリンの分割統治の影響で、ソ連占領区域および後の東ドイツ政府は西ベルリンを回避しつつ効率的なバイパスの建設を迫られた。第一段階として1948年に外環状貨物線のヴェルダー - ゴルムの間およびベルリン-ゲルリッツ線とベルリン=グリュナウ駅の北側の間を結ぶ連絡線が建設された。
1951年7月8日にはゲンスハーゲナー・ハイデ - シェーネフェルト間が開業した。 続いて同年8月12日にはシェーネフェルト - グリュナウ線路橋間、12月2日にはヴェンデンハイデへの延伸線、1952年11月22日にはベルクフェルデからビルケンヴェルダーへの連絡線が開通した。次に、カーロー西分岐点からブランケンブルクへの連絡線、ヴールハイデ操車場、ベルクフェルデ - ファルケンハーゲンおよびブリーゼラング間が開業した。1953年から1955年にかけてカーロー西分岐点 - カーロー北分岐点間の連絡線の開業、ザールムント - ゲンスハーゲナー・ハイデ間を結ぶ旧ブランデンブルク環状線の複線化、ヘニヒスドルフ西分岐点 - ヘニヒスドルフ間、ヘニヒスドルフ東 - ヘニヒスドルフ間、ホーエン・ノイエンドルフ - ビルケンヴェルダー間、ファルケンハーゲン - フィンケンクルークおよびブリーゼラング間の開業が実現した。1955年10月2日にはファルケンハーゲン分岐点 - ヴスターマルク間がヴスターマルク貨物駅 - ヴスターマルク間の連絡線とともに開通した。同年12月11日には ヴスターマルク分岐点 - エルスタール分岐点間が開通し、ブランデンブルク環状線のゴルム - エルスタール間が全通した。
テンプリーン湖を横断する区間であるザールムント - ゴルム間は工事が困難であり開通は最後になった。1956年9月30日にはポツダム南 - ヴェルダー間が開業して環状線になった。その後も壁建設直前の1961年5月までに複数の連絡線が開通した。1958年にはベルリンSバーンの枠組みで外環状線での旅客列車の運行が開始された。この頃にソ連がスプートニク1号を打ち上げたこともあり、西ベルリンを取り巻くように走行する列車は「スプートニク」と呼ばれた。
1961年8月13日にはベルリンの壁の建設が開始され、東ドイツと西ベルリンの境界が封鎖された。ブランケンブルク - ホーエン・ノイエンドルフ間を接続してオラーニエンブルク方面に向かうSバーンの建設が必要になった。1962年にはシェーンフリース - ベルクフェルデ 間においてSバーンと長距離列車線が分離（残りの区間はSバーンと長距離列車が線路を共有）され、ベルクフェルデおよびベルクフェルデ東 - ビルケンヴェルダー間の連絡線が建設された。さらに1962年にはアードラースホーフ駅からベルリン＝シェーネフェルト空港駅へのSバーンが開業し、長距離列車も使用するようになった。以前は国境検問所のための駅でしかなかった。
同年にはハッセルベルク - ブリーゼラング間とヘニヒスドルフ - ヴスターマルク間が試験的に交流25kVで電化された。車両はLEW ヘニヒスドルフ（現在ではボンバルディア社が所有）で製造されたE251型電気機関車が使用されていた。1973年には架線が撤去され1983年には交流15kVで再電化された。
1982年にはザールムント - グラーゾーアー・ダム間とブランケンフェルデへの連絡線が電化された。続いて1983年にはヴスターマルクおよびヴスターマルク操車場 - プリオルト、ベルリン＝シェーネフェルト空港 - グリュナウ線路橋、ビルケンヴェルダー分岐点（ホーエン・ノイエンドルフ駅付近） - ヴスターマルク南分岐点、ゴルムおよびヴィルトパルク西分岐点 - ヴェルダー、ヴスターマルク北分岐点 - ヴスターマルク操車場およびヴスターマルク - ファルケンハーゲナー線路橋の電化が行われた。
グラーゾーアー・ダム分岐点 - ベルリン＝シェーネフェルト空港駅間は1983年5月17日に三線化、1986年9月26日には複々線化された。長距離列車線の電化計画の一環として1984年9月2日にカーロー線路橋 - シェーンフリース間はSバーンと長距離列車の線路が分離された。ドイツ再統一後の貨物輸送の減少の結果、ヴールハイデ操車場は1994年6月10日に廃止され、後に完全に解体された。2006年5月28日の南北長距離線開業に合わせ ベルリン-ハレ線への接続区間が再開業した。しかしながら、ベルリン-ドレスデン線への接続区間は再開業しなかった。それ以来、ドレスデン方面への列車はゲンスハーゲナー線路橋 - グラーゾーアー・ダム間で外環状線を経由するようになった。これらの列車はテルトーおよびベルリン方面からの連絡線を使用する。また、ベルリン中央駅とベルリン＝シェーネフェルト空港駅を結ぶ空港アクセス列車は距離の短いベルリン-ドレスデン線経由ではなくベルリン-ハレ線経由で運行される予定である。

ベルリン南部の新空港と外環状線との連絡線

2008年初頭以降ベルリン・ブランデンブルク国際空港への連絡線を建設するため、グラーゾーアー・ダム東分岐点 - ベルリン＝シェーネフェルト空港駅間の複々線は、複線分を残して再整備された。列車線の空港連絡線が、グラーゾーアー・ダム東分岐点（ドレスデン線との交差付近） - ゼルヒョー分岐点 - ブランデンブルク空港駅 - ボーンスドルフ東分岐点（ゲルリッツ線）間に建設された。Sバーンは、シェーネフェルト空港駅から西へ進んだのち、半円を描いて列車線と平行し空港西側からブランデンブルク空港駅まで至る。両連絡線とも2011年10月に完成しているが、たび重なる空港本体の開港延期にともない、一般旅客運行は開始されていない。

## 列車
全線を直通する旅客列車はないものの、一部区間を経由する列車は数多く設定されている。
| 系統 | 停車駅 | 運行間隔 |
| ---- | --- | -------- |
| RE6  | ベルリン＝シュパンダウ駅 - ファルケンゼー駅 - ヘニヒスドルフ駅 - ヴィッテンベルゲ駅                                                                                      | 1本/h    |
| RE7  | デッサウ中央駅 - ベルリン＝ヴァンゼー駅 - ベルリン中央駅 - ベルリン東駅 - ベルリン＝シェーネフェルト空港駅 - ブランケンフェルデ駅 - ヴュンスドルフ＝ヴァルトシュタット駅 | 1本/h    |
| RB12 | ベルリン＝オストクロイツ駅 - ベルリン＝リヒテンベルク駅 - ベルリン＝ホーエンシェーンハウゼン駅 - オラーニエンブルク駅 - テンプリーン・シュタット駅                       | 1本/h    |
| RB14 | ナウエン駅 - ベルリン＝シュパンダウ駅 - ベルリン中央駅 - ベルリン東駅 - ベルリン＝シェーネフェルト空港駅                                                                 | 1本/h    |
| RB20 | ポツダム中央駅 - ゴルム駅 - ヘニヒスドルフ駅 - ホーエン・ノイエンドルフ・ヴェスト駅 - オラーニエンブルク駅                                                               | 1本/h    |
| RB21 | ベルリン＝フリードリヒ通り駅 - ベルリン中央駅 - ポツダム中央駅 - ゴルム駅 - プリオルト駅 - ヴスターマルク駅                                                              | 1本/h    |
| RB22 | ケーニヒス・ヴスターハウゼン駅 - ベルリン＝シェーネフェルト空港駅 - ザールムント駅 - ゴルム駅 - ポツダム中央駅 - ベルリン中央駅 - ベルリン＝フリードリヒ通り駅           | 1本/h    |
| RE66 | ベルリン＝リヒテンベルク駅 - ベルナウ駅 - エーバースヴァルデ中央駅 - アンガーミュンデ駅 - シュチェチン中央駅                                                             | 1本/h    |